# اندیس سیلیس زاهدان
سیلیس زاهدان یک اندیس غیرفلزی است که در حوالی شهر زاهدان استان سیستان و بلوچستان قرار دارد و مادهٔ معدنی موجود در آن، سیلیس است.سنگ میزبان این اندیس فلیش است و دیرینگی آن به دوران پالئوسن-ائوسن می‌رسد.